# Amelgemmolen
De Amelgemmolen of Elveriksmolen is een watermolen in de Vlaams-Brabantse gemeente Wemmel gelegen aan Bosch 160.
Deze watermolen op de Amelgemse Molenbeek van het type bovenslagmolen fungeerde als korenmolen.

## Geschiedenis
De molen bevindt zich op de grens van de gemeente Meise waarin de plaats Amelgem ligt tot welk domein de molen behoorde. Er was toen sprake van een tweetal watermolens waarvan er één verdwenen is.
Al in 1206 was sprake van de Elverikmolen waarvan niet duidelijk is welke van de twee molens daarmee werd bedoeld. In 1529 was er voor het eerst sprake van de naam Amelgemmolen toen deze werd aangekocht door hofschilder Bernard van Orley. In 1574 kwam de molen aan Adien Taeye, de toenmalige heer van Wemmel. De heren van Wemmel verbleven op het Kasteel van Bouchout. Pas in 1947 kwam de molen in bezit van particulieren.
In 1740 bestond, naast een korenmolen, ook een boekweitmolen in de Amelgemmolen. Bij de verbreding van de straat Bosch, in 1835, moest de boekweitmolen het veld ruimen. Toen zou de molen zijn herbouwd in de huidige L-vorm, dit in opdracht van graaf Amédée de Beauffort.
In 1947 werd de molen stilgelegd en ingericht als woning. Daarmee verdween de maalinrichting. Het metalen bovenslagrad werd niet verwijderd maar raakte in verval.
- Inventaris van het Bouwkundig Erfgoed (Vlaanderen): 89938